# Kasteel Kervyn d'Oudt Mooreghem

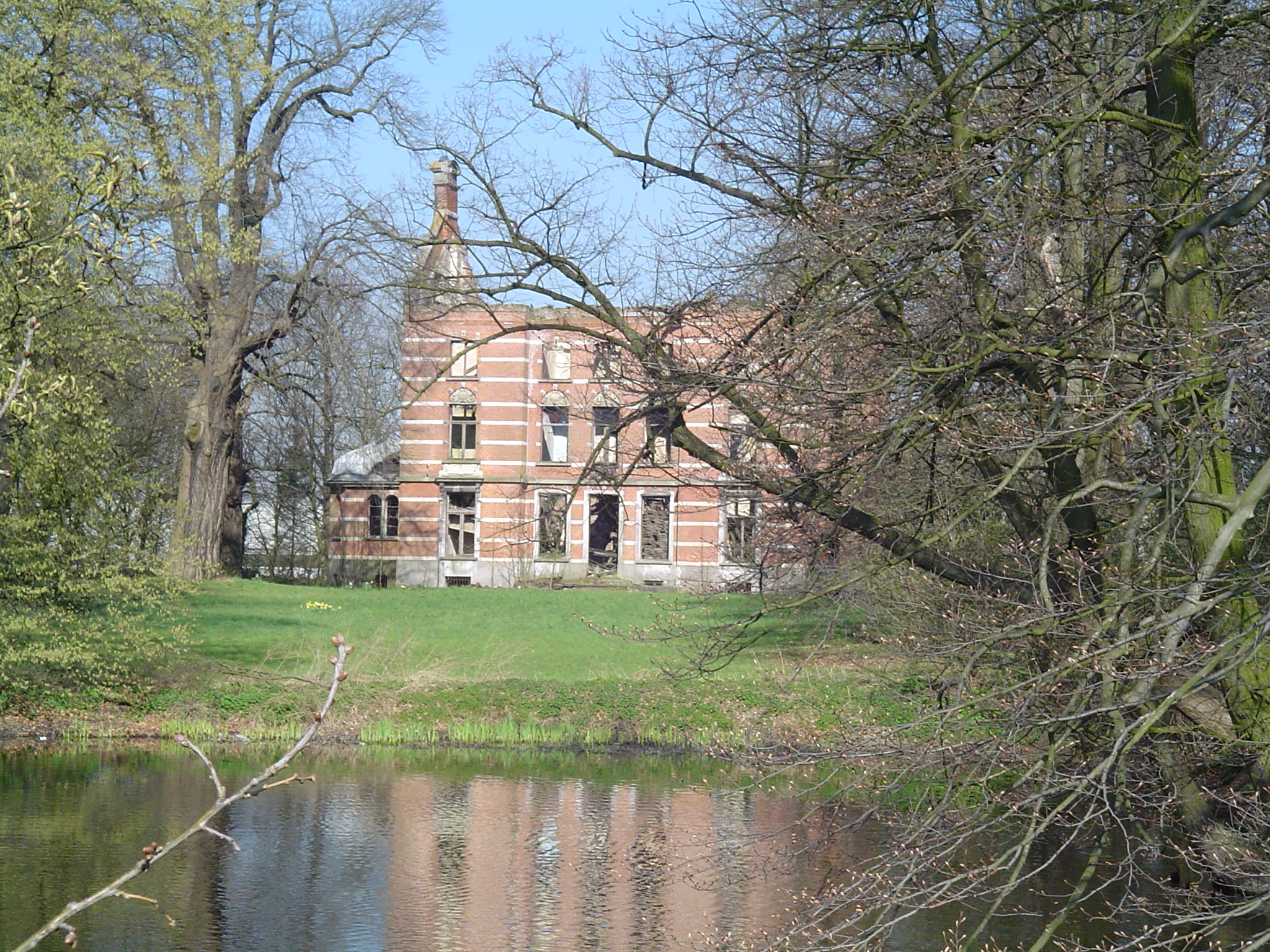
Kasteel Kervyn d'Oudt Mooreghem

Het Kasteel Kervyn d'Oudt Mooreghem is een kasteel in de tot de gemeente Gent behorende plaats Mariakerke, gelegen aan de Durmstraat.

## Geschiedenis
In de 18e eeuw werd hier al een kasteel gebouwd. Er is nog een ijskelder die uit einde 18e eeuw dateert. In 1849 kwam het goed aan Adolf Kervijn en deze liet in 1855 een nieuw kasteel bouwen. In 1884 kwam, door verbouwing, het kasteel in de huidige vorm tot stand naar ontwerp van Joseph Schadde. Aan de zijkanten van het chthoekige gebouw verrezen veelhoekige aanbouwsels. In 1918 kwam het leeg te staan. Het deed daarna nog dienst als meisjeskostschool en als rusthuis voor de Paters van de Heilige Harten.
In 1970 werd een deel van het park onteigend ten behoeve van de aanleg van de Industrieweg. Het kasteel kwam leeg te staan en raakte, na een brand, in verval.

## Domein
Het betreft een hoog herenhuis in Vlaamse neorenaissancestijl, dat echter niet meer intact is. Het gebouw is vergezeld van dienstgebouwen van 1851, die in 1886 werden verbouwd tot een bouwwerk op U-vormig fundament. Daarnaast zijn er een ijskelder (1858), een pomp (1860) en een grafmonument (1837).